# ボルゴセージア
ボルゴセージア（イタリア語: Borgosesia）は、イタリア共和国ピエモンテ州ヴェルチェッリ県にある、人口約1万2000人の基礎自治体（コムーネ）。
ヴァルセージアで最も大きな町であり、県都ヴェルチェッリに次ぎ、県内第二の人口を有するコムーネである。

## 地理

### 位置・広がり
ヴェルチェッリ県北部のヴァルセージア（セージア谷）に位置するコムーネで、ビエッラから北東へ24km、ヴェルバーニアから南西へ32km、県都ヴェルチェッリから北北西へ45km、ミラノから西北西へ75km、州都トリノから北北東へ86kmの距離にある。
| 隣接するコムーネは以下の通り。括弧内のNOはノヴァーラ県所属を示す。 - チェッリオ・コン・ブレイア (ブレイア、チェッリオ) - グリニャスコ (NO) - グアルダボゾーネ - ポストゥア - クアローナ - セッラヴァッレ・セージア - ヴァルドゥッジャ - ヴァラッロ |

## 行政

### 分離集落
ボルゴセージアには、以下の分離集落（フラツィオーネ）がある。
- Agnona, Albergate, Aranco, Bastia, Bettole, Brina, Cà di Rondo, Cadegatti, Caggi, Calco di mezzo, Calco inferiore, Calco superiore, Caneto, Cardolino, Cartiglia, Cascina Agnona, Cesolo, Costa di Foresto, Costa inferiore, Costa superiore, Cravo, Fenera Annunziata, Fenera di mezzo, Fenera San Giulio, Ferruta, Foresto, Fornace, Frasca, Gianinetta, Guardella, Isolella, Lovario, Marasco, Molino delle Piode, Orlongo, Pianaccia, Pianezza, Plello, Rozzo, Sella, Torame, Trebbie, Vanzone, Valbusaga, Valmiglione, Villa San Giovanni.